# آندریا نیوجنت
آندریا نیوجنت (به انگلیسی: Andrea Nugent) (زادهٔ ۱ نوامبر ۱۹۶۸) شناگر اهل کانادا است.